# Flyverspionen
Flyverspionen er en dansk stumfilm fra 1915, der er instrueret af Alexander Larsen.

## Handling
Denne artikel mangler et handlingsreferat. Hjælp os med at skrive det.

## Medvirkende
- Alfred Møller - Dubois, fabriksejer
- Thilda Fønss - Marguarite, Dubois' datter
- Hilmar Clausen - Prevost, ingeniør
- Emanuel Larsen - Cascard, tegner
- Vera Lindstrøm - Lolotte, Cascards veninde
- Poul Reumert - Cons, spion for en fremmed magt
- Clara Wieth - Mirzi, danserinde